# Leperditelloidea
De Leperditelloidea zijn een superfamilie van uitgestorven kreeftachtigen uit de klasse van de Ostracoda (mosselkreeftjes).

## Families
- Isochilinidae Swartz, 1949 †
- Leperditiidae Jones, 1856 †
- Primitiidae Ulrich & Bassler, 1923 †